# イゼルニア県

イゼルニア県
Provincia di Isernia

イゼルニア県（イゼルニアけん、イタリア語: Provincia di Isernia）は、イタリア共和国モリーゼ州に属する県の一つ。県都はイゼルニア。人口は9万人弱で、イタリアの県の中ではオリアストラ県に次いで2番目に少ない。

## 地理

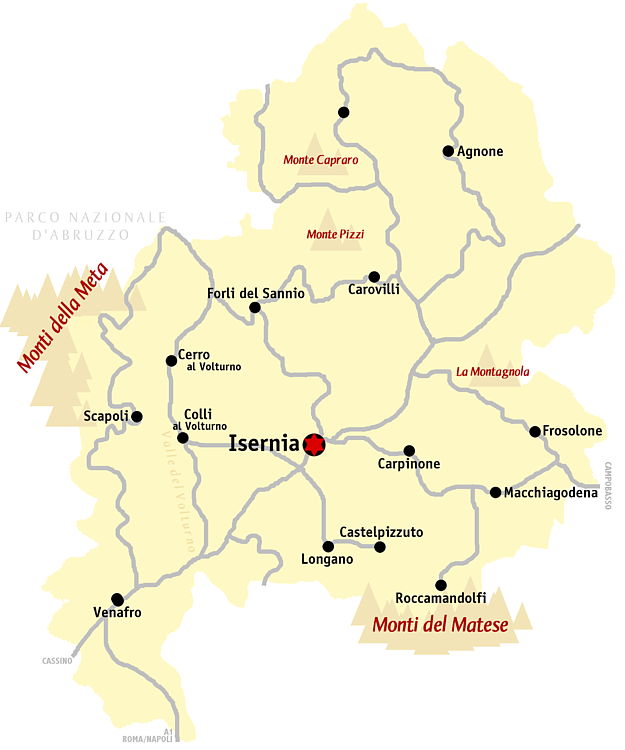
イゼルニア県概略図

### 位置・広がり
モリーゼ州に属する2つの県のうち、西側に位置する内陸の県である。県都イゼルニアは、州都カンポバッソから西へ約36km、フロジノーネから東へ約74km、ナポリから北へ約83km、首都ローマから東南東へ約151kmの距離にある。
北にアブルッツォ州、西にラツィオ州、南にカンパニア州と接する。
隣接する県は以下の通り。
| - キエーティ県 （アブルッツォ州） - 北 - カンポバッソ県 - 東 - カゼルタ県 （カンパニア州） - 南 - フロジノーネ県 （ラツィオ州） - 南西 - ラクイラ県 （アブルッツォ州） - 北西 |

### 地形・生態系
県内は山地が多く、サングロ川、トリーニョ川やヴォルトゥルノ川の支流のヴァンドラ川が流れる。県北部にはコッレメルッチョ自然保護区とモンテディメッツォ自然保護区があり、ヨーロッパモミ、トルコカシ、シデ、コブカエデ、ヨーロッパブナの森林や混交林が広がっている。一帯にはメガネイモリ、イタリアアカガエル、タイリクオオカミ、ヨーロッパケナガイタチが生息しており、ユネスコの生物圏保護区に指定されている。

### 主要な都市
2001年の国勢調査に基づく居住地区（Località abitata）別人口統計によれば、人口3000人以上の都市・集落は以下の通り。
- イゼルニア - 16,480人
- ヴェナフロ - 9,507人
- アニョーネ - 4,198人

- イゼルニア
- ヴェナフロ
- アニョーネ

## 人物

### 著名な出身者
- ケレスティヌス5世 - 13世紀の聖職者、ローマ教皇（在位：1294年）。イゼルニア生まれ。
- ロベルト・ファリナッチ - 20世紀のファシスト党の政治家。イゼルニア生まれ。